# پلزنت هیل (شمال)، شهرستان لوگان، آرکانزاس
پلزنت هیل (به انگلیسی: Pleasant Hill) یک منطقهٔ مسکونی در ایالات متحده آمریکا است که در شهرستان لوگان، آرکانزاس واقع شده‌است. پلزنت هیل ۱۲۸٫۰۲ متر بالاتر از سطح دریا واقع شده‌است.